# Гејтен Матаразо
Гаетано Џон Матаразо III (енгл. Gaetano John Matarazzo III; Конектикат, 2. септембар 2002) амерички је глумац. Глуми Дастина Хендерсона у научнофантастичној серији Чудније ствари.

## Детињство и младост
Матаразо је рођен у Конектикату. Син је Гаетана и Хедер Матаразо, али је одрастао у Њу Џерзију. Италијанског је порекла. Има старију сестру Сабрину и млађег брата Кармена.

## Приватни живот
Његови родитељи су из Сједињених Америчких Држава.
Матаразо је рођен са клеидокранијалном дисплазијом, болешћу која значајно утиче на контуре лица, о којој је отворено говорио. Након што је добио улогу Дастина Хендерсона у серији Чудније ствари, позадина лика је модификована тако да има исти проблем. Носи протезу.

## Филмографија
| Година     | Српски назив   | Изворни назив | Улога            | Напомене     |
| ---------- | -------------- | ------------- | ---------------- | ------------ |
| 2015.      | Црна листа     |               | Фин              | епизода: „”  |
| 2016—данас | Чудније ствари |               | Дастин Хендерсон | главна улога |
| 2017.      | Шегачење       |               | себе             | епизода: „”  |
| 2017.      |                | епизода: „”   | себе             |              |
| 2018.      |                |               | себе             | епизода: „”  |
| 2019.      |Angry Birds филм 2         |               | Буба             | глас         |
| 2019—данас |                |               | себе             | водитељ      |
| 2021.      |                |               | себе             | епизода: „”  |
| 2021.      |                |               | електричар Кејси | епизода: „”  |

### Музички спотови
| Година | Назив | Извођач                   |
| ------ | ----- | ------------------------- |
| 2017.  | „”    | Кејти Пери (и Ники Минаж) |
| 2017.  | „”    | „Computer Games” (Дарен и Чак Крис)     |
| 2017.  | „”    | Џими Фалон                |
| 2020.  | „”    |                           |